# Ronald Ross
 Sir Ronald Ross (Almora, India; 13 de mayo de 1857-Londres, 16 de septiembre de 1932) fue un naturalista, médico, matemático, zoólogo, entomólogo escocés, quien relacionó la malaria con los mosquitos.

## Biografía
Ross, hijo de Sir C.C.G. Ross, un general del ejército inglés, estudió medicina en el Hospital de St. Bartholomew de Londres en 1875 e ingresó en el Servicio Médico indio en 1881, once años después comenzó a investigar la transmisión y el control de la malaria. Mientras dirigía una expedición por África Occidental en 1889, identificó la presencia de mosquitos portadores de la enfermedad y organizó su exterminio a gran escala.
En 1895 Ross puso en marcha una serie de experimentos que demostraron que la malaria es transmitida por mosquitos; descubrió también el ciclo vital del parásito de la malaria en el mosquito Anopheles. En 1899 se unió a la Escuela de Medicina Tropical de Liverpool bajo la dirección de Sir Alfred Jones. Fue enviado de inmediato a África occidental para continuar sus investigaciones, y allí encontró las especies de mosquitos que transmiten la mortal fiebre africana.Por este descubrimiento fue galardonado en 1902 con el Premio Nobel de Fisiología y Medicina.
En 1913 fue nombrado médico de enfermedades tropicales del King's College Hospital, en Londres. Poco después fue nombrado director jefe del Instituto y Hospital para Enfermedades Tropicales Ross de Londres. Ross fue elegido miembro de la Royal Society en 1901 y nombrado sir en 1911.
También publicó poemas, novelas y estudios matemáticos.

## Obra

### Textos científicos
- Report on Cholera, General Sanitation, and the Sanitary Department and Regulations, in the C. & M. Station of Bangalore (1896)

- Report on the Cultivation of Proteosoma Labbé, in Grey Mosquitoes (1898) versión en National Library of Scotland.

- Report on the Nature of Kala-azar (1899) versión en National Library of Scotland.

- Malarial Fever: Its Cause, Prevention and Treatment; Containing Full Details for the Use of Travellers, Sportsmen, Soldiers, and Residents in Malarious Places (1902)

- First Progress Report of the Campaign Against Mosquitoes in Sierra Leone (con Charles Wilberforce Daniels) (1902)

- Notes on the Parasites of Mosquitoes Found in India Between 1895 and 1899

- Hygiene for Indian Scholars

- Note on the Bodies Recently Described by Leishman and Donovan (1903)

- Further Notes on Leishman's Bodies (1903)

- Report on Malaria at Ismailia and Suez (1903)

- Leishmania Donovani Found in Kala-azar (1904)

- Researches on Malaria (1905)

- Note on a Flagellate Parasite Found in Culex Fatigans (1906)

- Malaria in Greece (1909)

- Missionaries and the Campaign Against Malaria (1910)

- A Case of Sleeping Sickness Studied by Precise Enumerative Methods: Regular Periodical Increase of the Parasites Disclosed (con David Thomson) (1910)

- Discussion on the Treatment of Malaria (1918)

- Mosquitoes and Malaria in Britain (1918)

- Suggestions for the Care of Malaria Patients (1919)

- Observations on malaria (1919)

- Memoirs, with a Full Account of the Great Malaria Problem and Its Solution (1923)

- Malaria-control in Ceylon Plantations (1926)

- Solid Space-algebra: The Systems of Hamilton and Grassmann Combined (1929)

- A Summary of Facts Regarding Malaria Suitable for Public Instruction (con Malcolm Watson) (1930)

- Memories of Sir Patrick Manson (1930)

- The solution of equations by iteration (con William Stott) (1930)

- A Priori Pathometry (con Hila Phobe Hudson) (1931)

- Mosquito Brigades and How to Organise Them ISBN 978-1-2905-5311-7

- La abreviatura «Ron.Ross» se emplea para indicar a Ronald Ross como autoridad en la descripción y clasificación científica de los vegetales.[6]